# Чобан (салат)
Чобан (тур. Çoban salatası / азерб. Çoban salatı) — один з салатів турецької та азербайджанської кухні. Складається з дрібно нарізаних помідорів (бажано, очищених від шкірки), огірків, довгого зеленого перцю, цибулі та плосколистої петрушки. Заправка салату складається з лимонного соку, оливкової олії та солі.